# ایرج قادری
ایرج قادری (۲۸ فروردین ۱۳۱۳ – ۱۷ اردیبهشت ۱۳۹۱)، کارگردان و نویسنده، فیلمنامه‌نویس و بازیگر سینمای ایران بود. ایرج قادری در ۴۱ فیلم کارگردان، ۴ فیلم نویسنده، ۷۱ فیلم بازیگر، ۹ فیلم تهیه‌کننده و ۱ فیلم تدوین‌گر بود. نخستین کار سینمایی او بازی در فیلمِ چشمه آب حیات به سال ۱۳۳۸ و واپسین کارش کارگردانی و بازی در فیلمِ شبکه به سال ۱۳۸۹ بود.

## سرگذشت
ایرج قادری در سال ۱۳۱۳ در تهران متولد شد و دارای تحصیلات ناتمام در رشته داروسازی بود. او در سال ۱۳۳۰ با تهمینه اطمینان مقدم ازدواج کرد و در سال ۱۳۳۳ فرزندش تورج به دنیا آمد. تورج در سال ۱۳۵۳ در یک تصادف رانندگی درگذشت. ایرج قادری بعد از انقلاب با هما قادری (فاطمه محمودی) ازدواج کرد که حاصل آن پسری به نام ژوبین است. تهمینه، همسر اول ایرج، در ۲۶ آذر ۱۳۹۹ بر اثر ابتلا به کرونا در ۸۵ سالگی درگذشت.
او سال ۱۳۴۱ شرکت سینمایی «پانوراما» را به همراه موسی افشار تأسیس کرد. وی فعالیت خود در دوران پس از انقلاب با ساخت فیلم‌های: برزخی‌ها (۱۳۶۰) و دادا (۱۳۶۱) و تاراج (۱۳۶۳) ادامه داد. بعد از این فیلم به علت ممنوع‌الفعالیت بودن تا اوایل دهه ۷۰ فیلمی نساخت و با درام جنایی می‌خواهم زنده بمانم فیلمنامه‌ای از رسول صدرعاملی و بر اساس داستان زندگی پدرام تجریشی فعالیت خود را دوباره آغاز کرد.
ایرج قادری در اردیبهشت ۱۳۹۱ به دلیل تشدید بیماری سرطان مثانه در بیمارستان مهراد بستری شد و به دلیل همین بیماری در ۱۷ اردیبهشت درگذشت. خاکسپاری ایرج قادری در همان روز مرگ او (۱۷ اردیبهشت) و در آرامگاه بهشت سکینه در کرج برگزار شد. طبق وصیت ایرج قادری کلیه هزینه مراسم و یادبود وی به مؤسسه حمایت از کودکان سرطانی اهدا گردید. محمد رضا گلزار و جمشید هاشم‌پور از بازیگرانی هستند که موفقیتشان را مدیون ایرج قادری هستند.

## فعالیت‌های حرفه‌ای
ایرج قادری در ۴۱ فیلم کارگردان، ۴ فیلم نویسنده، ۷۱ فیلم بازیگر، ۹ فیلم تهیه‌کننده و ۱ فیلم تدوین‌گر بود.
فیلم سینمایی پاتو زمین نذار از جمله فیلم‌های سینمای موفق ایرج قادری بود. سعید سلطانی کارگردان سری‌های مختلف سریال ستایش عنوان کرده‌است که سنگ بنای کار را ایرج قادری گذاشت، اما پس از ساخت ۲۰۰ دقیقه از کار به علت بیماری انصراف داد و من به جایش آمدم.

## نگارخانه

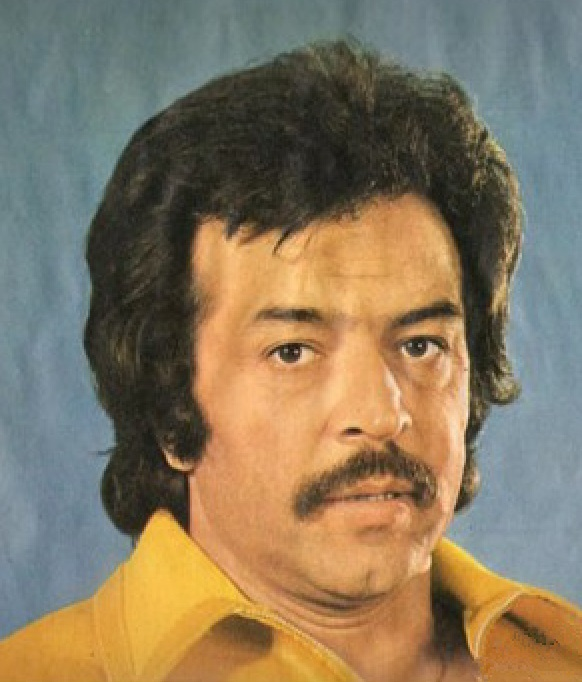
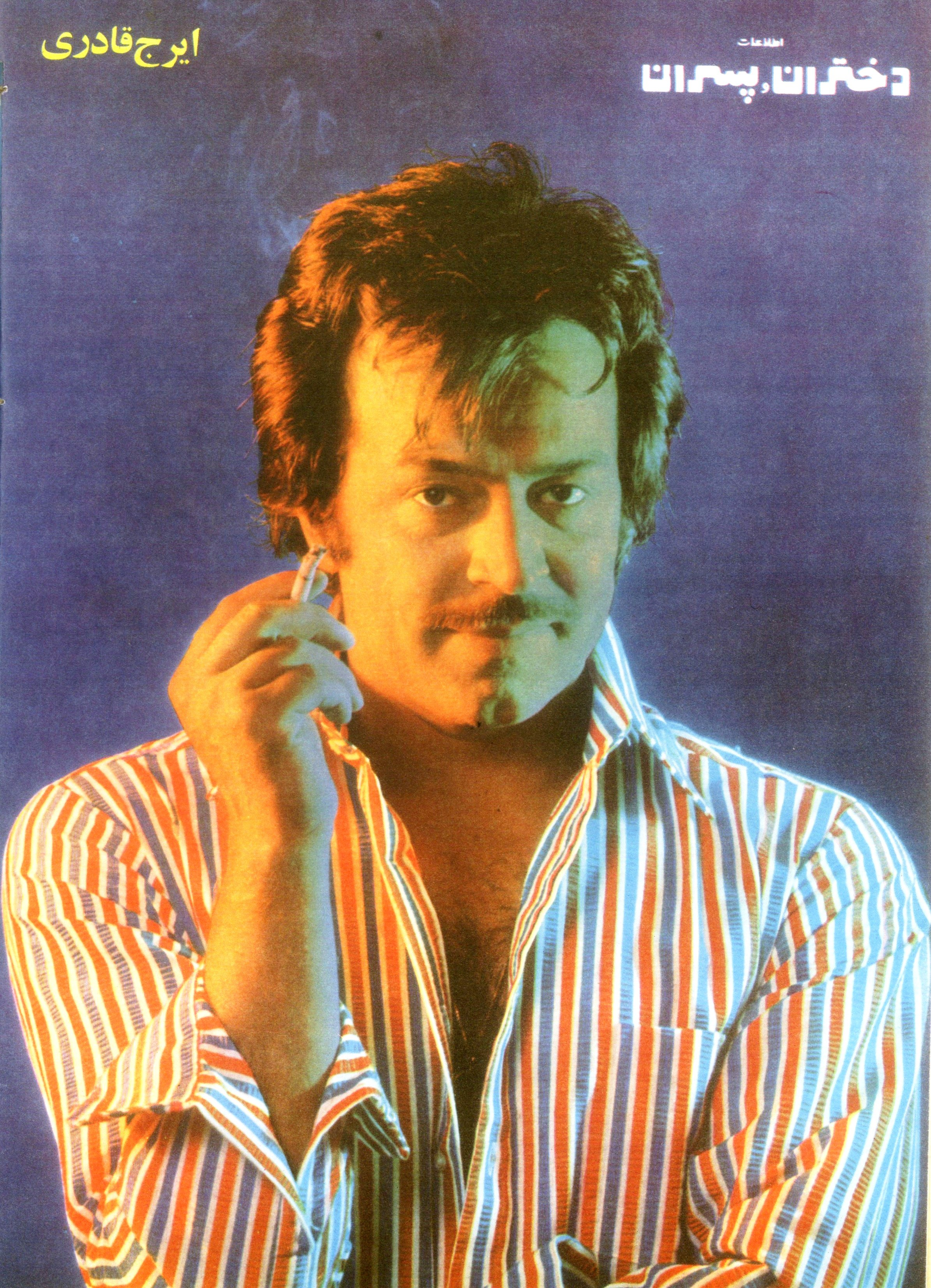

### کارگردان (۴۱ فیلم)
- شبکه (۱۳۸۹)
- پاتو زمین نذار (۱۳۸۷)
- محاکمه (۱۳۸۵)
- آکواریوم (۱۳۸۳)
- چشمان سیاه (۱۳۸۱)
- سام و نرگس (۱۳۷۹)
- شهرت (۱۳۷۹)
- طوطیا (۱۳۷۷)
- پنجه در خاک (۱۳۷۶)
- نابخشوده (۱۳۷۵)
- می‌خواهم زنده بمانم (۱۳۷۳)
- تاراج (۱۳۶۳)
- برزخی‌ها (۱۳۶۱)
- دادا (۱۳۶۱)
- برادرکشی (۱۳۵۷)
- پشت و خنجر (۱۳۵۶)
- حکم تیر (۱۳۵۶)
- دو کله‌شق (۱۳۵۶)
- سرسپرده (۱۳۵۶)
- بت (۱۳۵۵)
- بیدار در شهر (۱۳۵۵)
- سینه‌چاک (۱۳۵۵)
- رفیق (۱۳۵۴)
- هدف (۱۳۵۴)
- هوس (۱۳۵۴)
- قفس (۱۳۵۳)
- بی‌حجاب (فیلم) (۱۳۵۲)
- بی‌قرار (۱۳۵۲)
- اتل متل توتوله (۱۳۵۱)
- عطش (۱۳۵۱)
- برای که قلب‌ها می‌تپد (۱۳۵۰)
- جان‌سخت (۱۳۵۰)
- نقره داغ (۱۳۵۰)
- خشم عقاب‌ها (۱۳۴۹)
- سکه شانس (۱۳۴۹)
- رابطه (۱۳۴۸)
- سوگند سکوت (۱۳۴۸)
- بسترهای جداگانه (۱۳۴۷)
- شاهراه زندگی (۱۳۴۷)
- لیلاج (۱۳۴۵)
- داغ ننگ (۱۳۴۴)

### نویسنده (۴ فیلم)

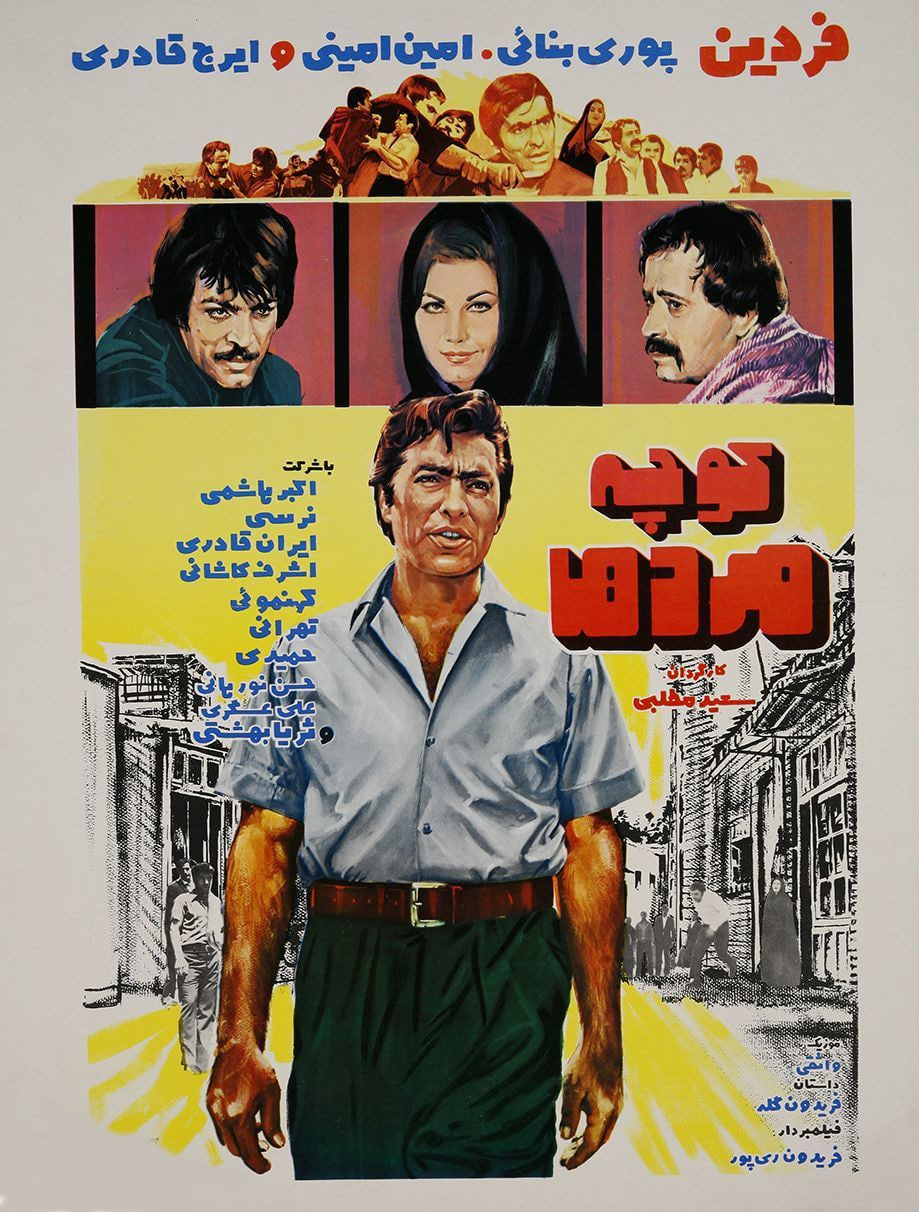
پوستر فیلم کوچه مردها با حضور ایرج قادری و محمدعلی فردین -(۱۳۴۹)

ایرج قادری در فیلم کوچه مردها -(۱۳۴۹)

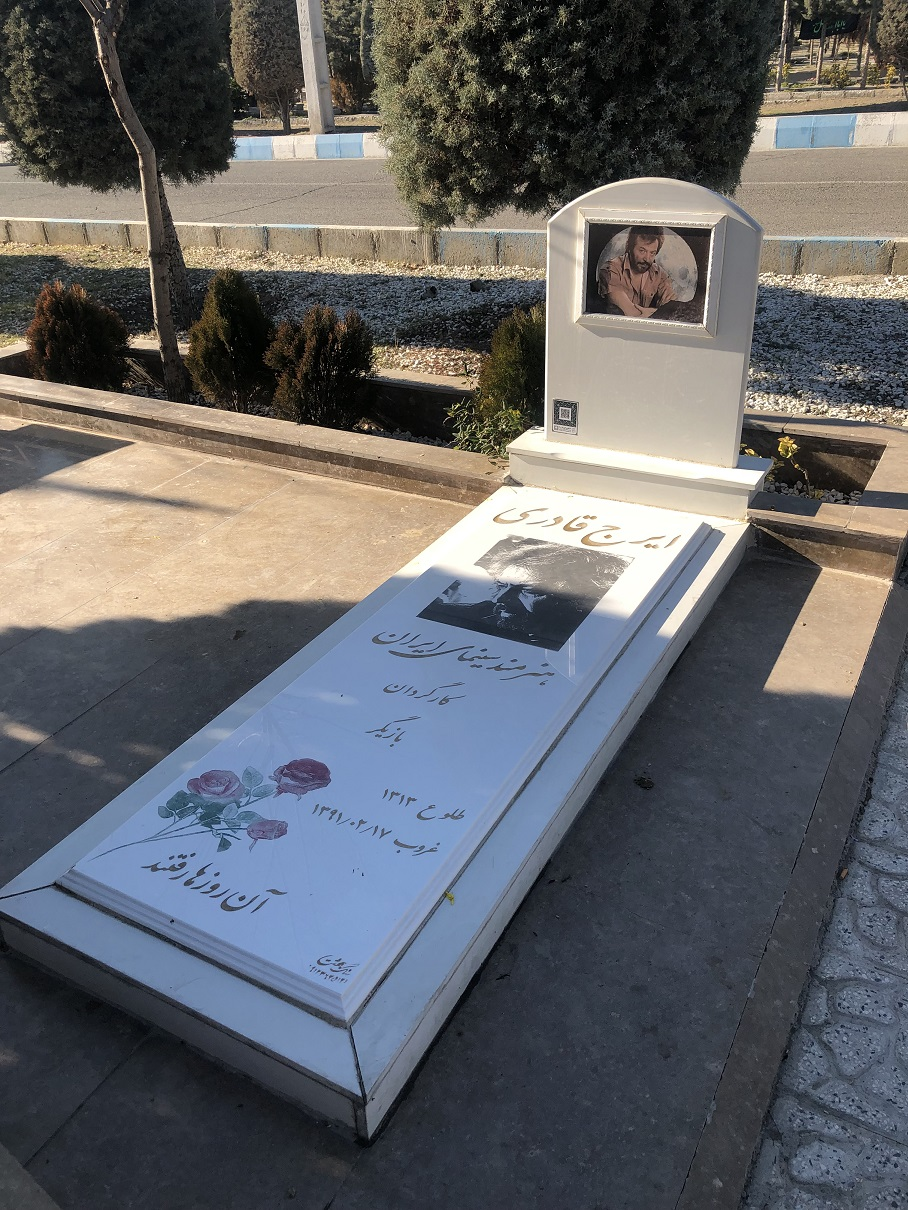
آرامگاه ایرج قادری در بهشت سکینه اتوبان کرج قزوین قطعه۱۲

- آکواریوم (۱۳۸۴)
- سام و نرگس (۱۳۷۹)
- پنجه در خاک (۱۳۷۶)
- لیلاج (۱۳۴۵)

### بازیگر (۷۱ فیلم)
- شبکه (۱۳۸۹)
- پاتو زمین نذار (۱۳۸۷)
- محاکمه (۱۳۸۵)
- آکواریوم (۱۳۸۴)
- برزخی‌ها (۱۳۶۱)
- دادا (۱۳۶۱)
- پنجمین سوار سرنوشت (۱۳۵۹)
- برادر کشی (۱۳۵۷)
- لبه تیغ (۱۳۵۷)
- پشت و خنجر (۱۳۵۶)
- حکم تیر (۱۳۵۶)
- دو کله‌شق (۱۳۵۶)
- سرسپرده (۱۳۵۶)
- طغیانگر (۱۳۵۶)
- کوسه جنوب (۱۳۵۶)
- بی‌نشان (۱۳۵۵)
- بیدار در شهر (۱۳۵۵)
- چلچراغ (۱۳۵۵)
- سینه‌چاک (۱۳۵۵)
- پلنگ در شب (۱۳۵۴)
- رفیق (۱۳۵۴)
- شاهرگ (۱۳۵۴)
- عمو فوتبالی (۱۳۵۴)
- هدف (۱۳۵۴)
- هوس (۱۳۵۴)
- ترکمن (۱۳۵۳)
- دکتر و رقاصه (۱۳۵۳)
- قفس (۱۳۵۳)
- مرگ در باران (۱۳۵۳)
- موسرخه (۱۳۵۳)
- بی‌حجاب (۱۳۵۲)
- بی‌قرار (۱۳۵۲)
- بیگانه (۱۳۵۲)
- شلاق (۱۳۵۲)
- مترس (۱۳۵۲)
- ناخدا با خدا (۱۳۵۲)
- نامحرم (۱۳۵۲)
- اتل متل توتوله (۱۳۵۱)
- توبه (۱۳۵۱)
- عطش (فیلم ۱۳۵۱) (۱۳۵۱)
- برای که قلب‌ها می‌تپد (۱۳۵۰)
- جان‌سخت (۱۳۵۰)
- دل‌های بی‌آرام (۱۳۵۰)
- غلام ژاندارم (۱۳۵۰)
- میعادگاه خشم (۱۳۵۰)
- نقره داغ (۱۳۵۰)
- آژیر خطر (۱۳۴۹)
- خشم عقاب‌ها (۱۳۴۹)
- کوچه مردها (۱۳۴۹)
- جدایی (۱۳۴۸)
- جیب‌بر خوشگله (۱۳۴۸)
- رابطه (۱۳۴۸)
- سوگند سکوت (۱۳۴۸)
- بسترهای جداگانه (۱۳۴۷)
- تک‌تازان صحرا (۱۳۴۷)
- دشت سرخ (۱۳۴۷)
- رودخانه وحشی (۱۳۴۷)
- شاهراه زندگی (۱۳۴۷)
- دو انسان (۱۳۴۵)
- لیلاج (۱۳۴۵)
- مأمور دو جانبه (۱۳۴۵)
- داغ ننگ (۱۳۴۴)
- فریاد دهکده (۱۳۴۴)
- بن‌بست (۱۳۴۳)
- نیرنگ دختران (۱۳۴۳)
- تار عنکبوت (۱۳۴۲)
- ور پریده (۱۳۴۱)
- گلی در شوره‌زار (۱۳۴۰)
- ماجرای جنگل (۱۳۳۹)
- چشمه آب حیات (۱۳۳۸)

### تهیه‌کننده (۹ فیلم)
- شبکه (۱۳۸۹)
- آکواریوم (۱۳۸۴)
- پشت و خنجر (۱۳۵۶)
- موسرخه (۱۳۵۳)
- لیلاج (۱۳۴۵)
- داغ ننگ (۱۳۴۴)
- بن‌بست (۱۳۴۳)
- تار عنکبوت (۱۳۴۲)
- ماجرای جنگل (۱۳۳۹)

### تدوین (۱ فیلم)
- پنجه در خاک (۱۳۷۶)[۵]